# Frieden

Häufig verwendetes Friedenszeichen: CND-Symbol

Friede oder Frieden (von althochdeutsch fridu „Schonung“, „Freundschaft“) ist allgemein definiert als ein heilsamer Zustand der Stille oder Ruhe, als die Abwesenheit von Störung oder Beunruhigung und besonders von Krieg. Frieden ist das Ergebnis der Tugend der „Friedfertigkeit“ und damit verbundener Friedensbemühungen.
Friede ist im heutigen Sprachgebrauch der allgemeine Zustand zwischen Menschen, sozialen Gruppen oder Staaten, in dem bestehende Konflikte in rechtlich festgelegten Normen ohne Gewalt ausgetragen werden. Der Begriff bezeichnet einen Zustand in der Beziehung zwischen Völkern und Staaten, der den Krieg zur Durchsetzung von Politik ausschließt.
In der Sprache deutschsprachiger Juristen ist von Frieden auch im Zusammenhang mit innenpolitischen Auseinandersetzungen (Straftatbestand des Landfriedensbruchs), mit dem Arbeitsleben (Störung des Betriebsfriedens als Kategorie des Betriebsverfassungsgesetzes) und mit dem Schutz des Privateigentums (Straftatbestand des Hausfriedensbruchs) die Rede. Zur Kennzeichnung von Grundstücken, die gegen Hausfriedensbrüche geschützt werden sollen, werden diese oft eingefriedet.
In der Sprache der Psychologie und der Theologie gibt es den Begriff Seelenfrieden (vgl. den englischen Begriff „peace of mind“ oder „inner peace“); diesen sollen Lebende anstreben und Verstorbene auf dem Friedhof bzw. im Jenseits finden.

## Friedensbegriffe

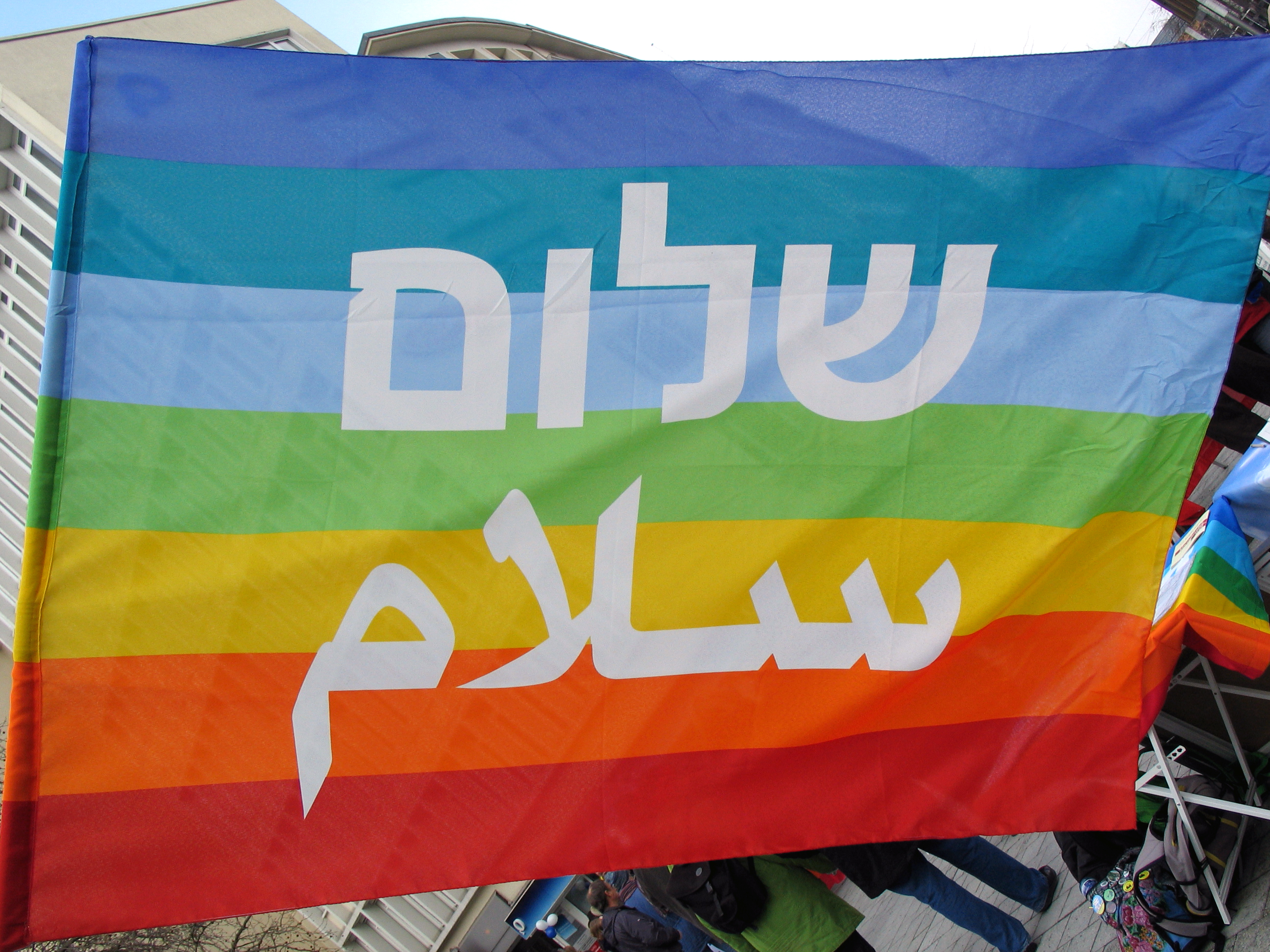
Regenbogenfahne auf einem Ostermarsch mit dem Begriff Frieden in hebräischer Schreibweise für Schalom und arabischer für Salām

### Standardsprache
Im Deutschen hat das Wort Friede drei Hauptbedeutungen: Es bezeichnet einmal einen „Zustand des inner- oder zwischenstaatlichen Zusammenlebens in Ruhe und Sicherheit“, zum anderen einen „Zustand der Eintracht und Ruhe“, außerdem, im religiösen Sinn, „die Geborgenheit in Gott“.

### Positiver und negativer Frieden
In der wissenschaftlichen Diskussion unterscheidet man zwischen dem engen Friedensbegriff („negativer Frieden“), der die Abwesenheit von Konflikten beinhaltet, und einem weiter gefassten Friedensbegriff („positiver Frieden“). Positiver Frieden umfasst neben dem Fehlen kriegerischer Gewalt, bei Johan Galtung direkte Gewalt genannt, auch das Fehlen kultureller und struktureller Gewalt. Nach dieser Definition bedeutet Frieden also zusätzlich das Fehlen einer „auf Gewalt basierenden Kultur“ sowie das Fehlen repressiver oder ausbeuterischer Strukturen. Ein struktureller Frieden wäre die konkrete Utopie eines sozialen Zusammenlebens in Harmonie und ohne Statuskämpfe und „Reibungsverluste“. Frieden wird hier positiv definiert als „die Fähigkeit […], Konflikte mit Empathie (= der Bereitschaft und Fähigkeit, sich in die Einstellung und Mentalität anderer Menschen einzufühlen), mit Gewaltlosigkeit und mit Kreativität oder spielerisch zu klären und zu lösen.“ Dies erfordert neben kommunikativer Friedensarbeit das Erkennen der Bedeutung von „Rechtskommunikation“ und eine intensivere Beschäftigung mit den Ursachen streitlegenden Verhaltens, das mit „Machtkommunikation“ Streiteskalationen provoziert und begünstigt. Ein Beispiel für ein „Friedensdorf“ ist Neve Schalom / Wahat as-Salam.

### Friedensprozess
Fließen in den Friedensbegriff auch das Beseitigen von Kriegsdrohungen, Kriegsgefahren und Kriegsursachen ein, so ist Frieden als historischer Prozess zu verstehen. Einen in der Politikwissenschaft vielfach übernommenen Friedensbegriff schlug 1986 Ernst-Otto Czempiel vor, indem er Frieden als Prozessmuster des internationalen Systems definierte, das durch abnehmende Gewalt und zunehmende Gerechtigkeitsverteilung gekennzeichnet sei.

## Der Friedensgedanke in der Geschichte

### Prähistorisches China

Symbol für Yin und Yang

Die Anfänge der bis heute überlieferten chinesischen Geistesgeschichte reichen bis ins 3. Jahrtausend v. Chr. zurück und sind dem taoistischen Klassiker „I Ging – Das Buch der Wandlungen“ zu entnehmen. Darin wird eine strukturell dualistische Naturphilosophie zugrunde gelegt, in welcher alle Erscheinungen aus den sich immer wieder wandelnden Beziehungen zwischen den beiden Urprinzipien „Yin“ (auch das Empfangende, Weibliche, die Erde), und „Yang“ (auch das Schöpferische, Männliche, der Himmel) zu verstehen sind. Der Begriff „Frieden“ wird in diesem System symbolisch dargestellt durch die Anordnung: Yang unten, Yin oben. Das Empfangende, dessen Bewegung sich nach unten senkt, ist oben; das Schöpferische, dessen Bewegung nach oben steigt, ist unten. Ihre Einflüsse begegnen daher einander und sind in Harmonie, sodass alle Wesen blühen und gedeihen. Das Zeichen deutet in der Natur auf eine Zeit, da sozusagen der Himmel auf Erden ist. Der Himmel hat sich unter die Erde gestellt. So vereinigen sich ihre Kräfte in inniger Harmonie. Dadurch entstehen Friede und Segen für alle Wesen. Dieser Kraftstrom muss vom Herrscher der Menschen geregelt werden. Das geschieht durch Einteilung. So wird die unterschiedslose Zeit entsprechend der Folge ihrer Erscheinungen vom Menschen in Jahreszeiten eingeteilt und der allumgebende Raum durch menschliche Festsetzungen in Himmelsrichtungen unterschieden. Auf diese Weise wird die Natur mit ihrer überwältigenden Fülle der Erscheinungen beschränkt und gebändigt. Auf der anderen Seite muss die Natur in ihren Hervorbringungen gefördert werden. Das geschieht, wenn man die Erzeugnisse der richtigen Zeit und dem richtigen Ort anpasst. Dadurch wird der natürliche Ertrag gesteigert. Diese bändigende und fördernde Tätigkeit der Natur gegenüber ist die Arbeit an der Natur, die dem Menschen zugutekommt.
In der Menschenwelt ist es eine Zeit gesellschaftlicher Eintracht. Die Hohen neigen sich zu den Niedrigen herab, und die Niedrigen und Geringen sind den Hohen freundlich gesinnt, sodass alle Fehde ein Ende hat. Wenn die Guten in der Gesellschaft in zentraler Stellung sind und die Herrschaft in Händen haben, so kommen auch die Schlechten unter ihren Einfluss und bessern sich. Wenn im Menschen der vom Himmel kommende Geist herrscht, kommt auch die Sinnlichkeit unter seinen Einfluss und findet den ihr gebührenden Platz. Himmel und Erde stehen im Verkehr und vereinigen ihre Wirkungen. Das gibt eine allgemeine – tendenziell allerdings vorübergehende – Zeit des Blühens und Gedeihens.

### Europäische Antike
Ursprünglich scheint der Friede nirgends als Normalzustand angesehen worden zu sein. Er musste „gestiftet“ werden (vergleiche den germanischen Rechtsbegriff der „Einfriedung“).
In der griechischen Antike bezeichnete der Begriff eirene (ειρήνη) bis ins 5. Jahrhundert v. Chr. einen statischen Zustand von Ordnung, Wohlstand und Ruhe. Die Göttin Eirene als personifizierter Friede wurde mit dem Füllhorn, dem Symbol des Reichtums dargestellt. Der Krieg galt als Normalzustand in den Beziehungen zwischen den griechischen Poleis. Entsprechend wurden Friedenszeiten meist mit Begriffen wie spondai (σπονδαι), synthekai (συνθῆκαι) oder dialysis polemon (διάλυσις πολέμων) umschrieben, die in etwa die Bedeutung von „Waffenstillstand“ hatten. Erst gegen Ende des Peloponnesischen Krieges wurde eirene zunehmend im heutigen Sinne des Worts „Friede“ gebraucht. Auch Friedensverträge wurden jetzt als eirene bezeichnet. Beides ist ein Hinweis darauf, dass sich nach Jahrzehnten des Krieges die Einsicht durchsetzte, dass der Friede der anstrebenswerte Normalzustand sei. In der ersten Hälfte des 4. Jahrhunderts v. Chr. kam die Idee des Allgemeinen Friedens, der koiné eiréne (κοινή ειρήνη), auf, die eine dauerhafte Friedensordnung auf der Basis von Autonomie und Gleichberechtigung der griechischen Staaten vertraglich begründen sollte. Es erwies sich aber, dass eine solche Ordnung letztlich nur durch eine starke Hegemonialmacht garantiert werden konnte.
Die Römer benutzten als Friedensbegriff die lateinische Bezeichnung pax (aus pangere einen Vertrag schließen). Man unterschied dabei den häuslichen, familiären Frieden, den zwischenstaatlichen Frieden, sowie den religiösen Frieden mit den Göttern. Nur der Friede auf allen drei Ebenen konnte ein ausgewogenes Leben garantieren. Zum Leitbild eines ausgreifenden Friedens wurde die Pax Romana bzw. Pax Augusta der römischen Kaiserzeit.

### Judentum

Eine Taube mit einem Olivenzweig im Schnabel, im Judentum weitverbreitetes Symbol für den Frieden

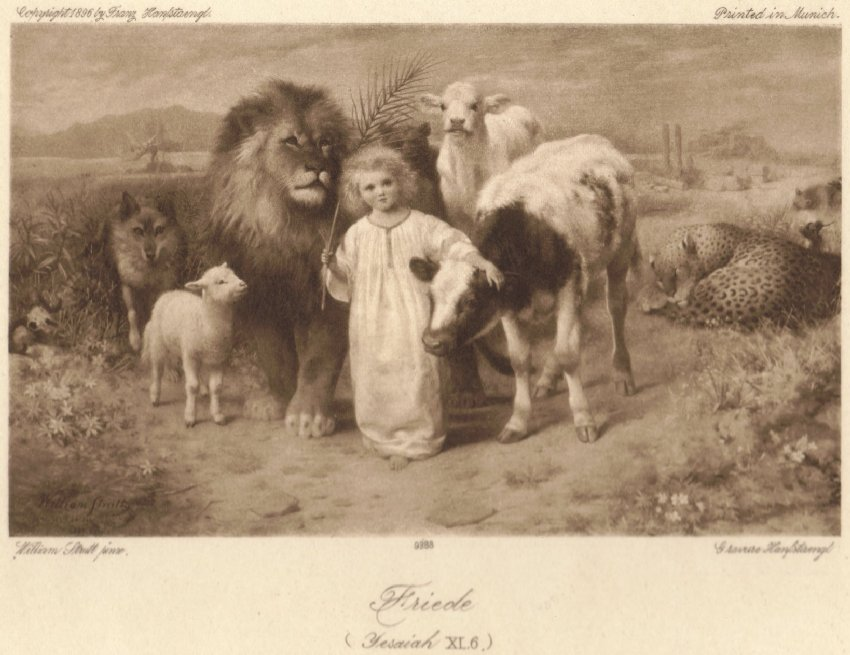
Friede auf der Erde (Gemälde von 1896)

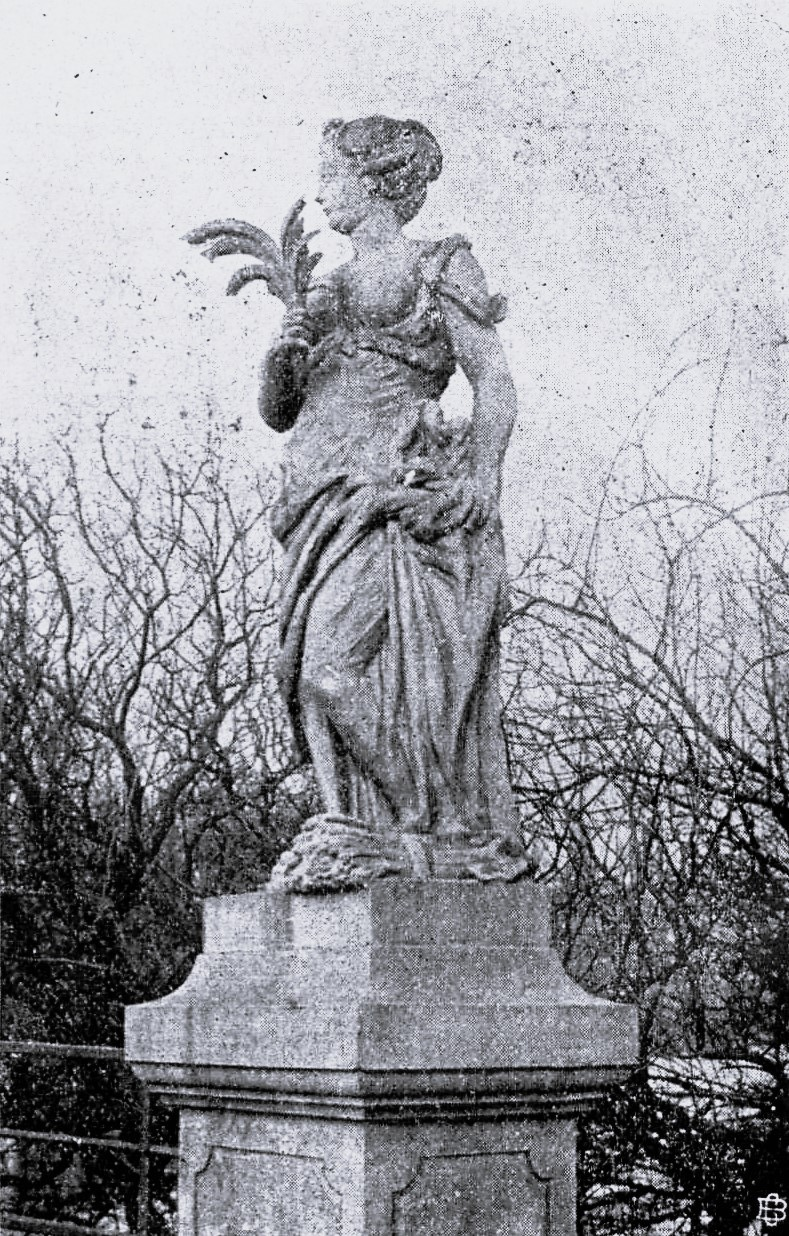
Allegorie auf der Puppenbrücke zu Lübeck (1903)

Im Judentum hat der hebräische Begriff Schalom in der Bibel (dem Tanach) die Bedeutungen „Unversehrtheit“, „wohlbehalten sein“, „sicher sein“, „Glück“, „freundlich miteinander“, „im Frieden“. Schalom ist die Frucht der Gerechtigkeit (Jes 32,17 ). Schalom wurde zu einem zentralen Wort im Judentum und ist der gängigste Gruß unter Juden und im heutigen Israel. Das Wort ist mit dem arabischen „Salam“ auf das engste verwandt.

### Christentum
Liegt im Alten Testament (AT) des hebr. „schalom“ v. a. das Moment des Wohlbefindens, setzte sich das griech. „eiränä“ als meistgebrauchte Übersetzung von „Friede“ durch mit dem hauptsächlichen Moment der Ruhe. Mit Jesus Christus ist der im AT verheißene Friedensfürst (Jesaja 9,5) erschienen, welcher die Feindschaft zwischen Gott und Mensch beendet, indem Jesus Christus die Strafe für die Sünde, den Tod, stellvertretend auf sich genommen hat. Gottes Gerechtigkeit schafft wirklichen Frieden (Röm 5,1 ). Dieser Friede kann für den Menschen Wirklichkeit werden, welcher sich als Sünder weiß und Jesus Christus als seinen Retter und somit persönlichen Friedensbringer annimmt. Erst dieser Friede mit Gott ermöglicht auch den Frieden unter Menschen. Frieden kommt also nicht ohne Zutun der Menschen über die ganze Menschheit (etwa zum Weihnachtsfest), sondern er muss von Menschen gestiftet werden. Wenn Jesus wiederkommt, wird er das Friedensreich aufrichten.
Im Neuen Testament nutzt Jesus Christus den Gruß Schalom, um seine Jünger zu begrüßen (Joh 20,19 ), und gibt ihnen diesen Gruß auf die Reise mit (Mt 10,12 ). Die Tugend der „Friedfertigkeit“ im Sinne der Fähigkeit und Bereitschaft, Frieden zu stiften, ist schon in den Seligpreisungen der Bergpredigt zu finden. Ein Friedensgruß oder -kuss ist Bestandteil aller klassischen christlichen Liturgien. Frieden hat für Christen die Bedeutung des „Schaloms“ aus der Bibel, das Wohlergehen an Leib, Seele und Geist.
In der Bibel ist der Friede auch eine Frucht des Heiligen Geistes, der von Gott auf die Menschen herabkommt (Pfingsten).
Augustinus entwarf das heilsgeschichtliche Modell zweier parallel existierender Reiche, eines göttlichen „civitas Dei“ sowie eines irdischen Staates, der „civitas terrena“, welch Letzterer am Ende der Zeit zum ewigen Frieden gelangen sollte. Für die Gegenwart übernahm er jedoch den antiken Gedanken des gerechten Krieges.
Im Mittelalter konkurrierte der Gedanke der Fehde als Mittel der Rechtsdurchsetzung mit verschiedenen Friedensidealen: dem Gottesfrieden, Landfrieden und Königsfrieden. Marsilius von Padua entwickelte im defensor pacis die Notwendigkeit einer eigenständigen politischen Friedensaufgabe. Mit dem Ewigen Landfrieden von 1495 wurde unter Maximilian I. die Abschaffung des mittelalterlichen Fehderechts verkündet.
Als einer der entschiedensten Verfechter gegen Krieg und für Frieden gilt der Humanist Erasmus von Rotterdam, der 1517 dem Frieden mit seiner Schrift Die Klage des Friedens eine „Stimme“ gab und sich vor allem in der Adagia 3001 (Süß erscheint der Krieg den Unerfahrenen) vehement gegen den Kriegs-Wahnsinn äußerte.

### Islam
Wie in der semitischen Schwestersprache Hebräisch, lässt sich die Bedeutung des Wortes Frieden aus drei Radikalen herleiten. Die Radikalen Sin Lam Mim (S, L, M) bilden den Wortstamm. salâm: Sicherheit, Unversehrtheit, Ganzheit, Frieden (vgl. hebr. Schalom) Salima: sicher sein, heil sein, vollständig sein, frei sein; bewahren, von Schaden fernhalten, unversehrt übergeben, unterwerfen, zustimmen, grüßen; Frieden halten, (mit jem.), Frieden schließen; verlassen, aufgeben, sich hingeben; sich miteinander versöhnen, miteinander Frieden schließen
Der arabische Begriff Salām ist auch in die Umgangssprache als Gruß eingegangen: as-salāmu ʿalaikum (dt. „Friede sei mit Euch“).

### Bahaitum
Ein zentrales Prinzip und Ziel des Bahaitums ist die Errichtung des Weltfriedens. Bahāʾullāh, der Stifter des Bahaitums, formuliert als eine wesentliche Voraussetzung für einen dauerhaften, positiven Frieden, dass die Menschen das Prinzip der „Einheit der Menschheit“ in all ihrer Vielfalt umsetzen. Wesentliche Hürden für den Frieden seien ethnische, nationale, religiöse und andere Formen der Ausgrenzung, fehlende Gleichberechtigung von Mann und Frau und der krasse Unterschied zwischen Arm und Reich. Bahāʾullāh erhebt den Anspruch, als der Verheißene der Religionen das prophezeite Friedensreich zu errichten. In der Mitte des 19. Jahrhunderts fordert er die Herrscher seiner Zeit auf, Gerechtigkeit zu üben, abzurüsten, einen Staatenbund zu etablieren und dem Krieg ein Ende zu setzen. Sein Sohn ʿAbdul-Bahāʾ sprach als einer der Hauptredner während der 18. Lake Mohonk Friedenskonferenz. Am Ende des Ersten Weltkriegs schrieb er einen ausführlichen Brief an die Zentralorganisation für einen dauerhaften Frieden im Haag. In diesem Sinne wendete sich das Universale Haus der Gerechtigkeit, die demokratisch gewählte, führende Institution der Bahai-Gemeinde, anlässlich des von den Vereinten Nationen (UNO) ausgerufenen Internationalen Jahres des Friedens (1986) mit der Botschaft „Die Verheißung des Weltfriedens“ im Jahr 1985 an die Völker der Welt. Nach dieser Botschaft seien wir Menschen vor die Wahl gestellt, ob der Friede auf der Welt durch maßlose Schrecken erzwungen, oder durch einen Willensakt mit konsultativen Prozessen errichtet werde.

### Neuzeit

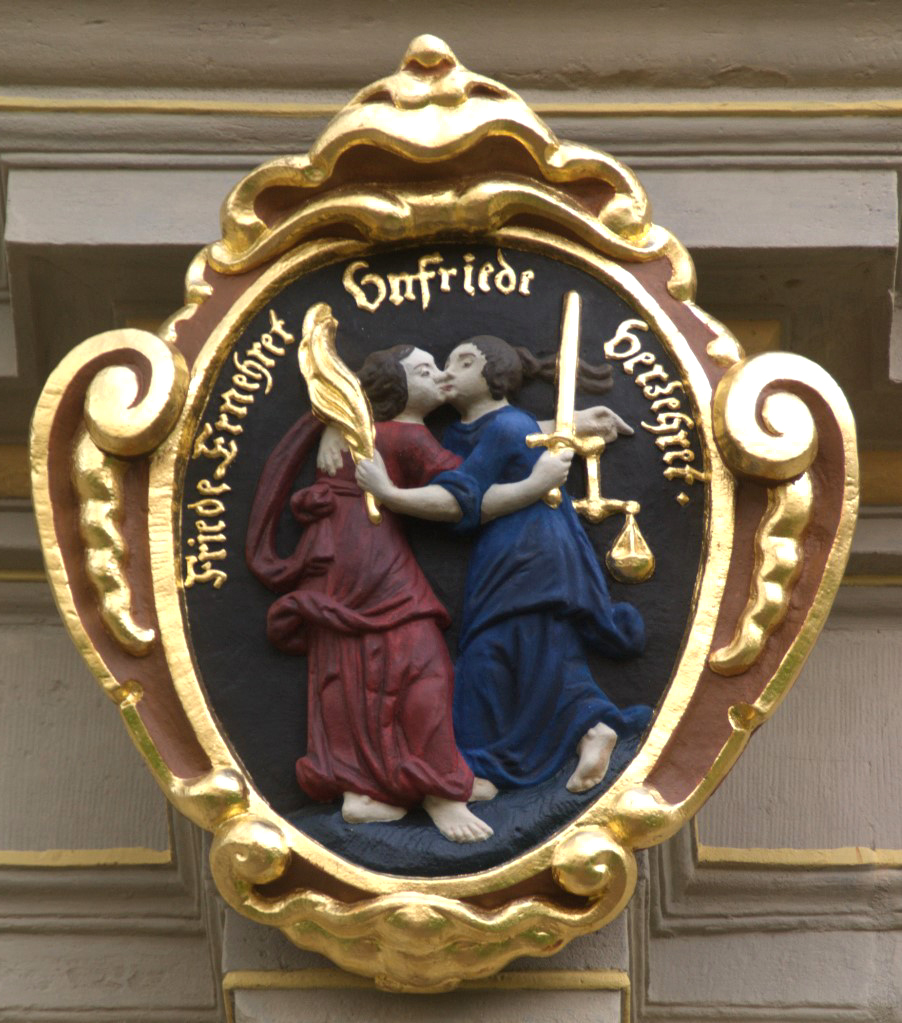
Friedenskuss-Darstellung auf Schloss Friedenstein, 1650:
Friede ernehret, Unfriede verzehret

Der Gedanke des Friedens in der Neuzeit wurde maßgeblich durch den Westfälischen Frieden von 1648 geprägt, der den Dreißigjährigen Krieg beendete. Dabei prägte Hugo Grotius († 1645) als maßgebliche Voraussetzung den Gedanken eines Völkerrechts innerhalb Europas, das die Anwendung von Gewalt zwischen den verschiedenen Konfessionen ausschließen sollte. Die rechtlichen und moralischen Prinzipien sollten prinzipielle und allgemein respektierte Gültigkeit erlangen, ohne Rücksicht auf die jeweilige Glaubensüberzeugung („Vom Recht des Krieges und des Friedens“ 1625).
Thomas Hobbes forderte 1651 mit dem „Leviathan“ innerstaatlich für alle Bürger gleiches Recht. Der Staat brauche eine entsprechende Autorität, um dieses Recht gegen Privilegien Mächtiger (zum Beispiel des Adels) und vor der Gewalt von Fanatikern zu schützen. Die Grundlage dafür sah er in dem menschlichen Streben nach Sicherheit, Selbsterhaltung und Unabhängigkeit von fremder Willkür. Damit bereitete Hobbes dem neuzeitlichen Zentralstaat ideologisch den Boden; die darin auch angelegten Gefahren staatlichen Machtmissbrauchs zeigten sich dann am deutlichsten in den totalitären Exzessen der faschistischen und kommunistischen Regime.
Im 18. Jahrhundert formulierte der Philosoph Immanuel Kant mit dem kategorischen Imperativ

„Handle nur nach derjenigen Maxime, durch die du zugleich wollen kannst, dass sie ein allgemeines Gesetz werde“

die Grundlage zu seiner Schrift „Zum ewigen Frieden“ (1795), aus der sich einmal der Völkerbund (1919) und schließlich die Vereinten Nationen (1947) entwickeln sollten.
Nach marxistischer Auffassung kann nur die Arbeiterklasse die Ursachen des Krieges beseitigen und eine Gesellschaftsordnung herbeiführen, „deren internationales Prinzip der Friede sein wird, weil bei jeder Nation dasselbe Prinzip herrscht – die Arbeit“ (Marx/Engels-Gesamtausgabe, Bd. 17, S. 7). Der Frieden sei somit eine notwendige Folge des gesellschaftlichen Eigentums an den Produktionsmitteln und der damit einhergehenden gesellschaftlichen Verhältnisse, während der Krieg ebenso gesetzmäßig der Klassengesellschaft anhafte und von den herrschenden Klassen benutzt werde, um ihre Macht zu festigen und auszubauen. In der Klassengesellschaft sei daher der Frieden für den Marxisten lediglich eine Pause zwischen den Kriegen, die – vor allem im Imperialismus – lediglich dazu diene, auf dem Weg zur Weltherrschaft den nächsten Krieg nicht nur militärisch, sondern auch moralisch und propagandistisch, politisch und wirtschaftlich vorzubereiten.

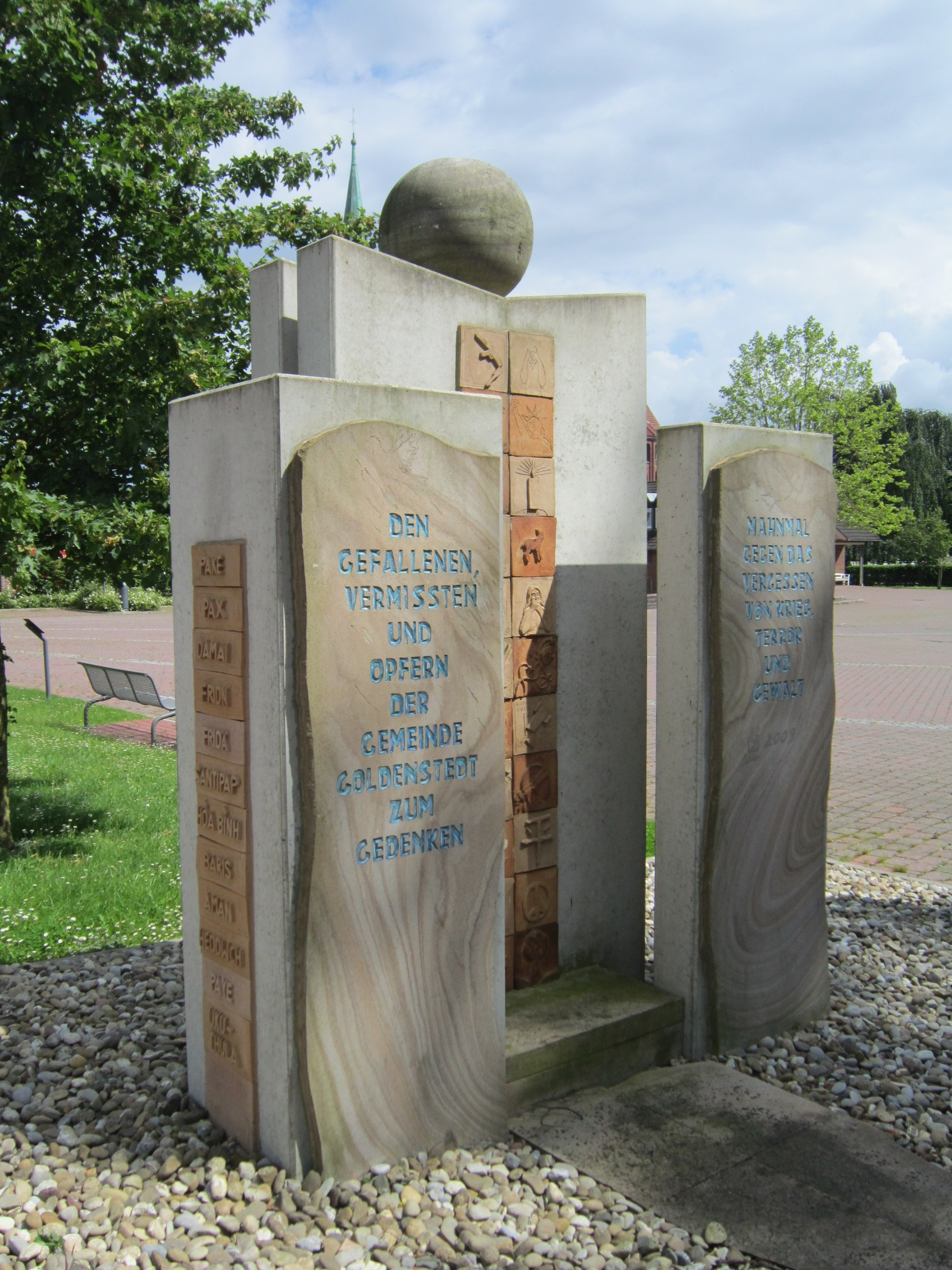
Friedensmahnmal in Goldenstedt, 2009 von Schülern mit Unterstützung von Uwe Oswald angefertigt

Im Briand-Kellogg-Pakt 1928 kam es zu einer ersten völkerrechtlich verbindlichen Ächtung des (Angriffs-)Krieges als Mittel internationaler Politik. Hatte der Erste Weltkrieg mit vielfältiger intellektueller Unterstützung noch als Reinigungs- und Veredelungsprojekt der Individuen und Nationen propagandistisch unterfüttert werden können, so führte der Zweite Weltkrieg – neben dem NS-Holocaust – mit der Entwicklung und Erprobung der Atombombe (Hiroshima, Nagasaki) bereits die mögliche Selbstvernichtung der Menschheit in einem Atomkrieg drastisch vor Augen. Damit hat sich der Krieg als „Vater aller Dinge“ (Heraklit) in der Geschichte des 20. Jahrhunderts wohl endgültig als Verderber menschlicher Gesittung und Lebensqualität erwiesen, was auch die fortdauernden Auseinandersetzungen um den Einsatz von Atomwaffen bezeugen.
Die Friedensbewegung unserer Zeit beruht nicht allein auf religiösen Quellen, sondern versammelt auch ökologisch und philosophisch motivierte Atheisten unter dem Banner des Pazifismus und hinter dem Projekt: „Schwerter zu Pflugscharen!“ Das Weltgebetstreffen für den Frieden ist ein bisher zweimal, am 27. Oktober 1986 und 24. Januar 2002, auf Einladung des damaligen Papstes Johannes Paul II. veranstaltetes interreligiöses Treffen von hohen Geistlichen verschiedener Religionen in der italienischen Stadt Assisi.
Bertrand Russell (1872–1970), Philosoph, Mathematiker, agnostischer Autor und Nobelpreisträger, griff 1962 durch Telegramme an John F. Kennedy, Nikita Chruschtschow, den UN-Generalsekretär U Thant und den britischen Premier Harold Macmillan in die Kuba-Krise ein, in der die Welt am Rand eines Atomkrieges stand. Chruschtschow schrieb Russell einen langen Antwortbrief, der durch die Nachrichtenagentur TASS veröffentlicht wurde und eigentlich an Kennedy und die westliche Welt gerichtet war. Und er lenkte ein, wodurch ein Atomkrieg abgewendet wurde.
Zugleich entstand in der Zeit des Kalten Kriegs die Idee eines „atomaren Friedens“ als Ergebnis eines Gleichgewichts des Schreckens: Dieser Frieden beruht auf einem extremen Widerspruch. Die absolute Waffe erhält ihn aufrecht kraft der Antizipation ihres Schreckens. Zugleich aber bedeutet die dieser Waffe implizite Allesvernichtung die absolute Negation von Frieden. Der atomare Frieden besteht in der Einheit dieser Gegensätze, und seine notwendige Bedingung ist die Aufrechterhaltung dieser äußerst fragilen Einheit. Anders ausgedrückt, versagt die atomare Selbstabschreckung, die diesen Frieden trägt, dann werden die Bedingungen jeglichen Friedens zerstört. Die herbeigeführte Allesvernichtung schließt eine Rückkehr zum Frieden absolut aus. Das ist die Neuheit dieser spezifischen Form des Friedens. Der bisherige Zyklus Frieden – Krieg – Frieden wird aufgehoben.
Philosophen wie Robert L. Holmes haben aus ethischen Gründen Einwände gegen das Konzept vom Gleichgewicht des Schreckens erhoben. Er argumentiert, dass jedes System zur Verhinderung von Kriegsführung, das sich zur Erreichung seines Ziels ausschließlich auf die Androhung des Einsatzes von Massenvernichtungswaffen verlässt, von Natur aus irrational sei. Er argumentiert weiter, dass ein solches System daher prima facie unmoralisch ist und nicht mit grundlegenden deontologisch ethischen Normen vereinbar ist.
Trotz oder gerade wegen des Kalten Krieges wurden von den Staaten der Konferenz über Sicherheit und Zusammenarbeit in Europa 1975 mit den Helsinki-Prinzipien eine Absichtserklärung zur Unverletzlichkeit der Grenzen festgelegt, die wiederum in der „Charta von Paris für ein neues Europa“ vom November 1990 zum Kern einer neuen europäischen Friedensordnung wurden im „ungeteilten und freien Europa“ – als gemeinsame Grundlage für diese europäische Sicherheit wurde die Demokratie anerkannt. Ebenfalls wurde neu das Recht jedes Staates auf freie Bündniswahl erwähnt.

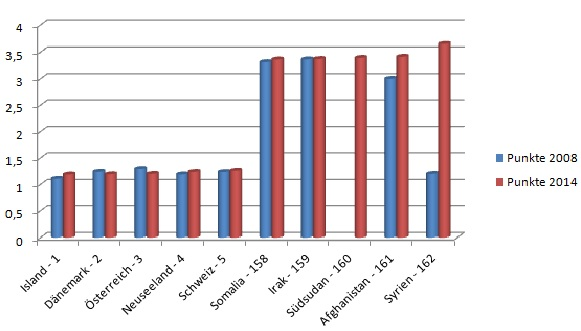
Die Grafik vergleicht die im Global Peace Index erreichten Punktzahlen von 2008 und 2014. Sie zeigt die fünf „friedlichsten“ und die fünf „unfriedlichsten“ Länder. Dabei sind die in der X-Achse enthaltenen Zahlen die Platzierungen von 2014.

Eine Möglichkeit, die Friedfertigkeit von Ländern und Regionen zu bestimmen bietet seit dem Jahr 2008 eine besondere Form der Datenerhebung. Der sogenannte Global Peace Index kombiniert diverse Indizes, beispielsweise die Anzahl geführter Kriege im In- und Ausland, die Anzahl von Morden aber auch die militärischen Fähigkeiten des jeweiligen Staates, und versucht so die „Friedlichkeit“ mit Blick auf einzelne Länder zu quantifizieren.
Anhand der nebenstehenden Grafik ist zu sehen, wie sich die erreichten Punktzahlen der betrachteten Staaten im Zeitraum von 2008 bis 2014 verändert haben. Ereignisse wie beispielsweise der Bürgerkrieg der letzten Jahre in Syrien, spiegeln sich im Datenmaterial wider. Weiterhin ist Afghanistan mit zurückgehendem Engagement der NATO-Einsatzkräfte sehr rasch in die letzten zehn Ränge abgefallen.
Der Global Peace Index ist somit eine Möglichkeit, die Entwicklung des Friedens global zu betrachten.

## Der Friedensgedanke in der Musik

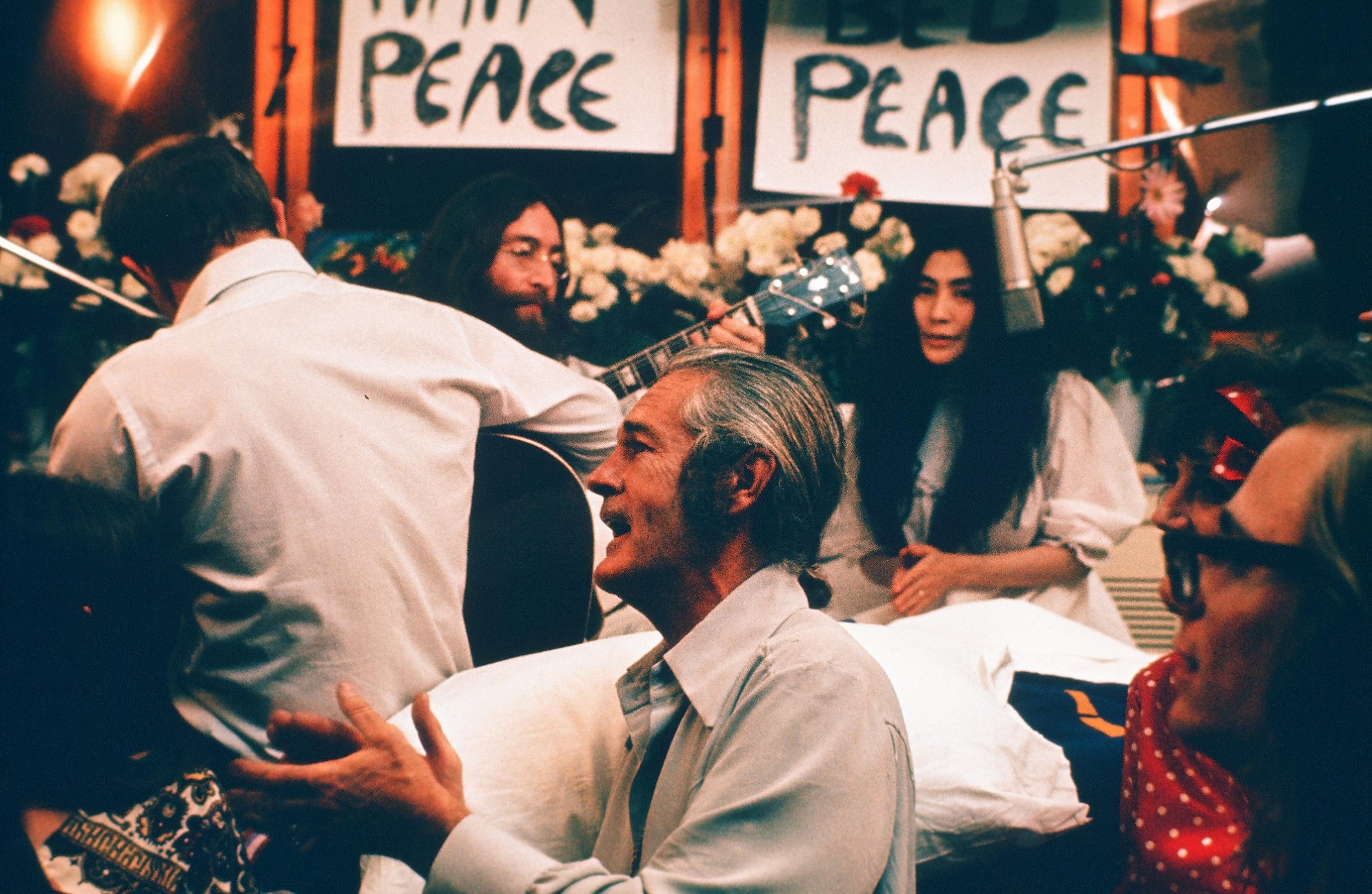
Aufnahme von Give Peace a Chance mit John Lennon und Yoko Ono

Die Friedensthematik inspirierte zahlreiche Dichter und Komponisten zu Musikwerken unterschiedlicher Gattungen. Musik affiziert unmittelbar die Sinnesorgane. Dabei wird sie spontan und universal verstanden. Nach William Shakespeare sind ihre formalen Aussagen immer wahr, ihr Gefühlsausdruck immer echt.
Klassische Musik
- Psalm 122 mit Bezug auf David (um 1000 v. Chr.).
- Gregorianischer Gesang Da pacem, Domine, sustinentibus, Antiphon (7.–8. Jahrhundert n. Chr.).
- Heinrich Schütz: Da pacem Domine, Konzert für 2 Chöre (SSATB/SATB) und B. c., SWV 465 (1627) sowie Verleih uns Frieden gnädiglich, aus: Geistliche Chormusik, SWV 372 (1648).
- Heinrich Albert: Omnigena a Domino Paxque Salusque venit, Aria zu 5 Stimmen (SSATB) und B. c. (1640).
- Johann Martin Rubert: Friedens-Freude, Konzert für 2 Tenöre, 2 Violinen und B. c. (1645).
- Johann Erasmus Kindermann: Musicalische Friedens Seufftzer. 8 Konzerte für 2–4 Vokalstimmen und B. c. (1642).
- Melchior Frank: Da pacem, Domine, Kanon für 4 Stimmen (1629).
- Dieterich Buxtehude: Du Friedenfürst, Herr Jesu Christ, Kantate für Chor und Instrumente, BuxWV 20.
- Johann Sebastian Bach: Du Friedefürst, Herr Jesu Christ, Kantate für Solo (SATB), Chor (SATB) und Instrumente, BWV 116 (1724).
- Andreas Romberg: Holder Friede, Chorsatz SATB.
- Jan Nooter: Gib Frieden, Herr, gib Frieden, Kirchenlied (1963).
- Heinrich Poos: Da nobis pacem, Chorsatz (1977).
- Arvo Pärt: Da pacem Domine, für vier Singstimmen a cappella (2004).
- Karl Jenkins: The Peacemakers, für Gesang Solo, Chor und Orchester (2011)
- Enjott Schneider: Da pacem Domine / Verleih uns Frieden, Chorsatz SATB.
- Georg Christoph Biller: Verleih uns Frieden, Chorsatz für Männerchor TTBB (2015).
- Ludger Stühlmeyer: Gib Frieden, Gott, zu unserer Zeit, Motette für Chor SATB (2020).

Schlager
- Ralph Siegel / Bernd Meinunger / Nicole: Ein bißchen Frieden, deutscher Beitrag zum Eurovision Song Contest 1982

Popmusik
Viele Musiker der Popkultur treten darüber hinaus mit Antikriegs- oder Protestliedern für den Frieden ein. Oft englischsprachig erreichten sie teils hohe Platzierungen in den Musikcharts.
- John Lennon: Give Peace a Chance (1969).
- Norman Whitfield / Barrett Strong: War, Edwin Starr: Album War & Peace (1970).

## Dimensionen des Friedens

### Abwesenheit von Krieg zwischen Staaten
Frieden als Zustand des Nicht-Verwickelt-Seins in kriegerische Auseinandersetzungen ist in der Geschichte der Staaten und Völker eher die Ausnahme als die Regel. Die Idee des Weltfriedens gilt als Utopie. Dennoch gibt es Staaten, die seit dem 19. Jahrhundert nicht mehr an Kriegen teilgenommen haben.
Beispiele:
- Schweden (1815 – bis heute): Schweden ist bis zum heutigen Tag das Land mit dem am längsten andauernden Frieden. Seit seiner Invasion Norwegens zur Durchsetzung der Personalunion entsprechend dem Kieler Vertrag konnte es den Frieden aufrechterhalten.
- Schweiz (1848 – bis heute): Durch Bestehen auf Neutralität hat sich die Schweiz einen lang andauernden Frieden erhalten können.

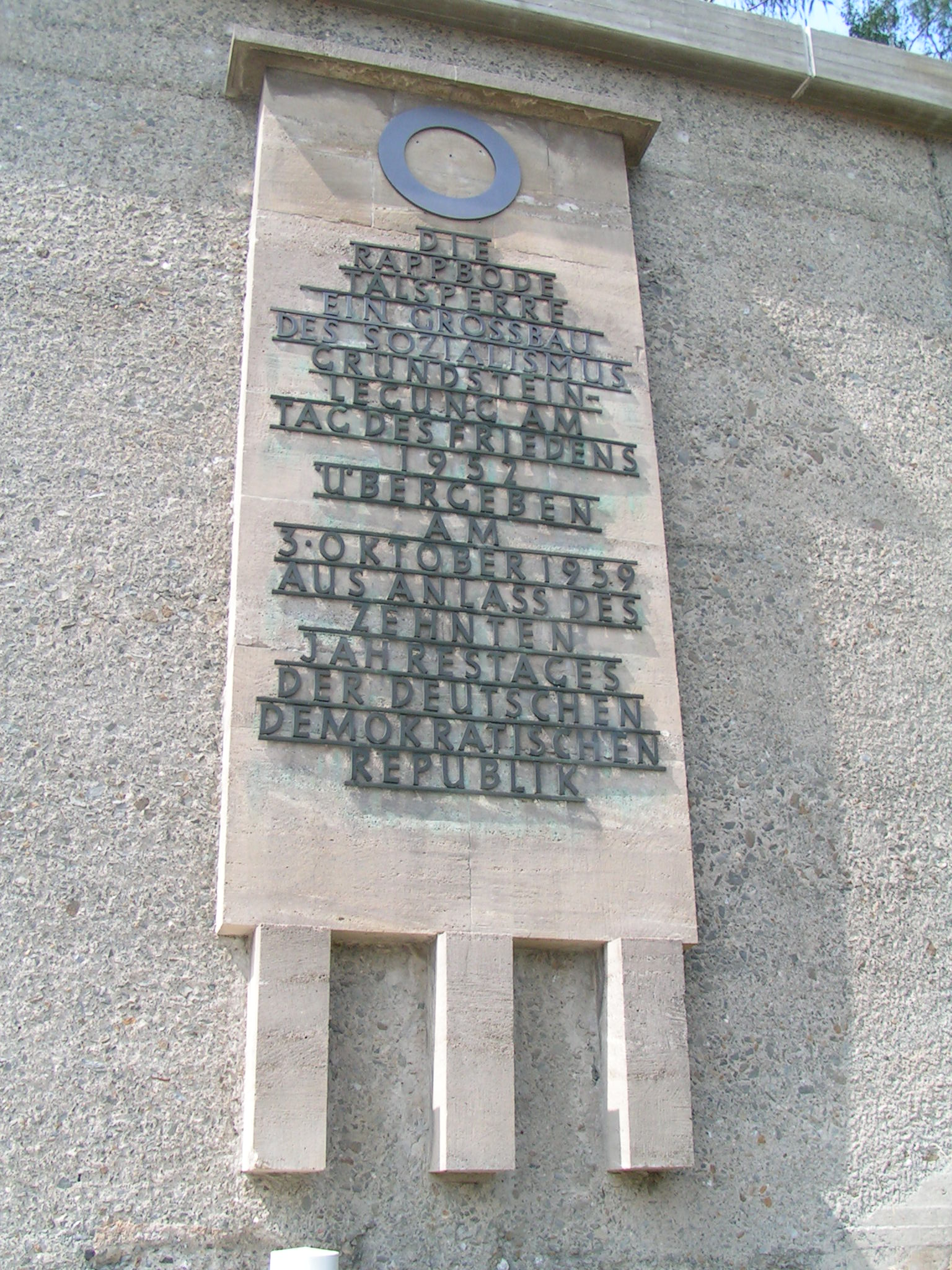
Bezugnahme der DDR auf den „Tag des Friedens“: Grundsteinlegung für den Bau der Rappbode-Talsperre am 1. September 1952

Zur Erinnerung an den Beginn des Zweiten Weltkrieges am 1. September 1939 wird in der Bundesrepublik Deutschland seit 1966 auf Initiative des DGB der Weltfriedenstag (auch Antikriegstag genannt) begangen; in der DDR gab es diesen Tag bereits in den 1950er Jahren. Für die katholische Kirche erklärte 1968 Papst Paul der VI den 1. Januar zum „Weltfriedenstag“, die Vereinten Nationen begehen seit 1981 am 21. September den Internationalen Friedenstag (International Day of Peace).
Als Cyberpeace wird die Abwesenheit jeder Form von Cyberkrieg bezeichnet. Der Begriff Cyberpeace berücksichtigt die relativ neue Möglichkeit, nicht nur zu Wasser, zu Lande, in der Luft sowie im Weltraum, sondern auch im Cyberspace Kriege zu führen.

### Abwesenheit von Aufruhr, Fehden und Selbstjustiz in einem Land
Bereits in der heidnischen Zeit gab es unter germanischen Völkern und Stämmen die Sitte des Thing(s)friedens. Der Thingfrieden gebot allen Anwesenden, „aus Respekt vor den Göttern, den Geistern und den Ahnen“, während des Things keine Streitigkeiten offen auszutragen, sondern entweder eine Entscheidung vom Thing zu erbitten oder aber den Streit bis nach dem Thing ruhen zu lassen. Aus dem Thingfrieden entwickelte sich der Marktfrieden von Märkten wie dem Send in Münster, einer Kirmes, die früher aus Anlass des Tagens des Sendgerichts veranstaltet wurde.
Im christlichen Mittelalter gab es die Institutionen des Landfriedens, des Gottesfriedens und des Königsfriedens. Im heutigen Straftatbestand des Landfriedensbruchs (in Deutschland strafbar nach § 125 Strafgesetzbuch) ist die Vorstellung eines Landfriedens, den es zu schützen gelte, lebendig geblieben.

#### Gewaltmonopol des Staates
Der Frieden im Inneren eines Staates soll nach herrschender Lehre durch das Gewaltmonopol des Staates geschützt werden. Dieser ist demnach berechtigt, jeden durch Strafandrohung und Bestrafung an der Androhung und Anwendung von Gewalt zu hindern. Nur in Fällen der Notwehr und der Nothilfe darf Gewalt von jedem rechtmäßig ausgeübt werden.
Als legitim erscheint das Gewaltmonopol des Staates nur dann, wenn der Staat ein Rechtsstaat ist, in dem es eine Gewaltenteilung gibt, in dem der Verfassung gemäße Gesetze vom Volk selbst oder von einer gewählten Volksvertretung beschlossen werden und in dem die Exekutive und die Judikative an Recht und Gesetz gebunden sind. Zudem haben die Staatsorgane ein Interesse daran, Akten der Selbstjustiz dadurch vorzubeugen, dass der Rechtsfrieden im Land gewahrt bleibt.
In der Praxis ist es allerdings nicht möglich, Gewaltakte, die durch Privatpersonen ausgeübt werden, sicher zu verhindern, selbst in Gerichtssälen und Flugzeugen kann es sogar den Einsatz von Schusswaffen durch Privatpersonen geben.

#### Recht zum Waffenbesitz, zum Waffentragen und zum Waffeneinsatz
Zur Aufrechterhaltung des Friedens in einem Land haben die meisten Staaten Vorschriften erlassen, die den Besitz, das Mitsichführen und den Einsatz von Waffen gesetzlich regeln.
In Deutschland benötigen Personen, die nicht der staatlichen Exekutive angehören, in der Regel eine Waffenbesitzkarte, wenn sie legal eine Schusswaffe erwerben oder besitzen wollen. Zum Führen einer Schusswaffe (dem eigentlichen „Waffentragen“) berechtigt der Waffenschein. Auch für andere Waffen gibt es umfangreiche rechtliche Regelungen (z. B. das Verbot des Mitbringens von Waffen aller Art in Schulen), die verhindern sollen, dass durch den Einsatz von Waffen die Wirkung des Einsatzes körperlicher Gewalt verstärkt wird.

#### Instrument der Friedensbürgschaft
In der Schweiz gibt es gemäß Art. 66 des Schweizerischen Strafgesetzbuches die Möglichkeit, einer Person, die mit der Begehung eines Vergehens oder eines Verbrechens gedroht hat, auf Antrag des Bedrohten das Versprechen abzunehmen, dass sie die Tat nicht ausführen wird, und sie dafür zur Leistung angemessener Sicherheit anzuhalten. Dieses Versprechen wird in der Schweiz Friedensbürgschaft genannt.

#### Gemeindefrieden
Auch in Städten und in politischen Gemeinden kann der Frieden (Gemeindefrieden) gestört sein. Insbesondere gilt dies für Fälle, in denen ein direkt gewählter Bürgermeister, dessen Amtszeit bis zu acht Jahren dauern kann, sich auf eine Weise verhält, die viele seiner Wähler nicht akzeptieren, indem er z. B.
- in der Gemeinde nicht seinen ersten Wohnsitz hat,
- in einer anderen Gemeinde für das Amt des Bürgermeisters kandidiert,
- sich zu stark überörtlich engagiert,
- häufig bei Vereinsfesten, Jubiläen und so weiter nicht anwesend ist,
- sich zu stark mit den Positionen einer Partei identifiziert und nur deren Positionen umzusetzen bestrebt ist.[30]

Viele Kommunalverfassungen sehen deshalb die Möglichkeit einer vorzeitigen Abwahl des Bürgermeisters vor.
Die Redakteure einiger Amtsblätter sind per Redaktionsstatut gehalten, Beiträge, die einen „den Gemeindefrieden störenden Charakter haben“, nicht zu veröffentlichen. Dazu gehören persönliche Angriffe, Verunglimpfungen und Beiträge, die gegen gültige Gesetze verstoßen. Betreiber kommunaler Einrichtungen (etwa von Stadthallen) dürfen zur Wahrung des Gemeindefriedens Buchungsanfragen ablehnen.

### Religionsfrieden, Kirchenfrieden und Frieden zwischen den Religionen

#### Religionsfrieden

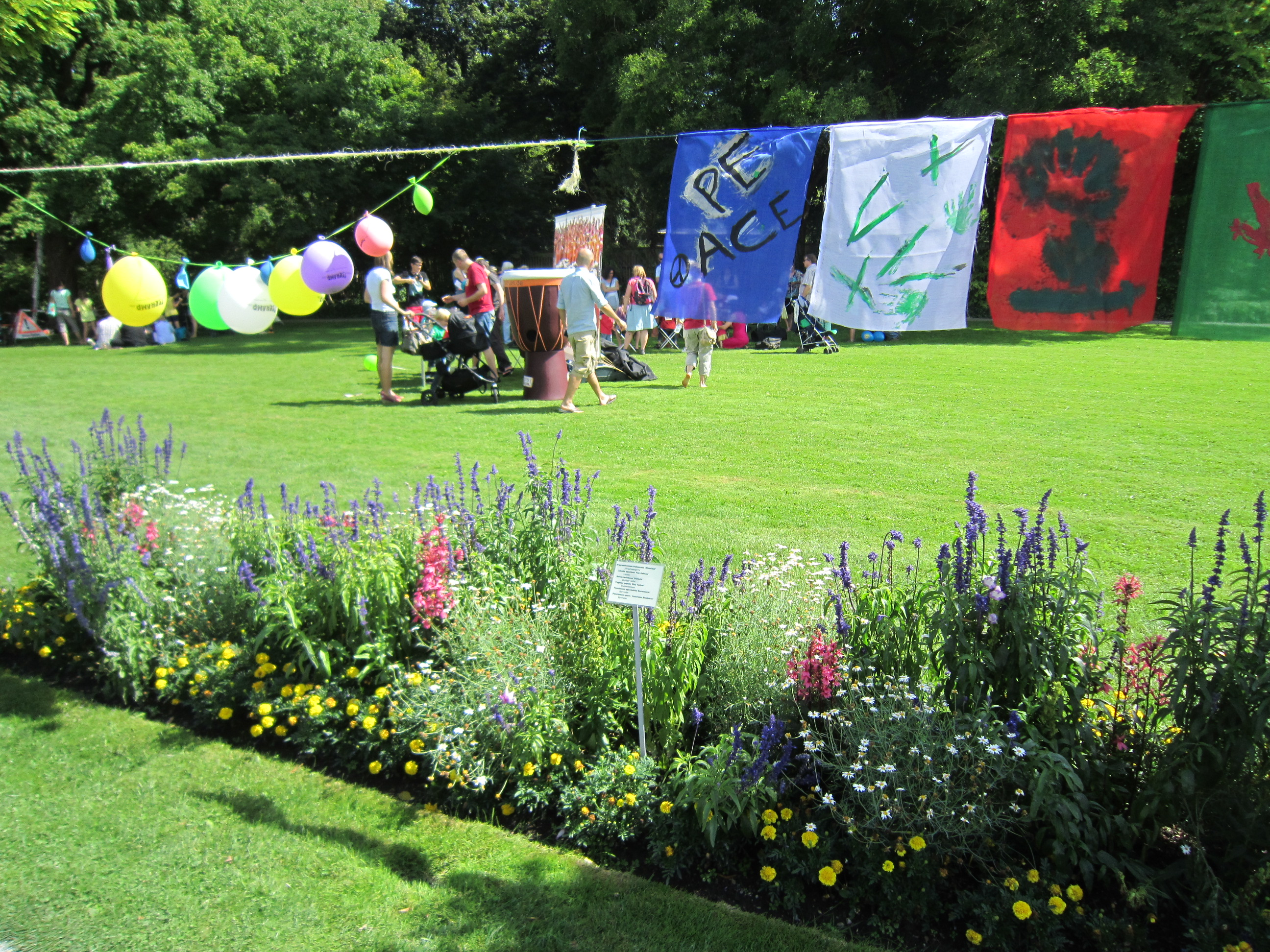
Kinder-Friedensfest im Botanischen Garten Augsburg

Mit dem Begriff Religionsfrieden wird in aller Regel nicht der Zustand des Friedens zwischen den Weltreligionen bezeichnet. Religionsfrieden ist vielmehr ein Fachausdruck der Geschichtswissenschaft zur Bezeichnung historischer Friedensschlüsse zwischen dem katholischen und dem protestantischen Lager im ersten Jahrhundert nach der Reformation. Konkret ist zumeist vom Nürnberger Religionsfrieden vom 23. Juli 1532 und vom Augsburger Reichs- und Religionsfrieden vom 25. September 1555 die Rede. An die Tradition des Augsburger Reichs- und Religionsfriedens knüpft das Augsburger Hohe Friedensfest an, das seit 1650 am 8. August ausschließlich in der Stadt Augsburg (im Rahmen eines Gesetzlichen Feiertages) begangen wird.

#### Kirchenfrieden
Der Begriff Kirchenfrieden hat mehrere Bedeutungen. Er bezeichnet
- die Einigkeit der Glieder oder Lehrer einer Kirche in gottesdienstlichen Angelegenheiten[34]
- die öffentliche Sicherheit gottesdienstlicher Orte, Personen und Sachen. Das Reallexicon der Deutschen Altertümer definierte ihn so: „Dieser Friede war ein Friede des Ortes, der deshalb nicht bloß durch Verletzung der Kirche und der zu derselben gehörigen Gegenstände selbst, sondern auch durch einen Frevel an Personen verletzt wurde, welche sich an der heiligen, Schutz verleihenden Stätte befanden. Als räumliche Grenze der befriedeten Stätte galt die Kirche, der Kirchhof und dazu noch ein gefriedeter Umkreis von einer gewissen Anzahl, z. B. 30 oder 40 Schritt; je nach der Größe und Bedeutung der Kirche wurde ihr ein mehr oder wenig hoher Friede beigelegt, der in der Höhe der Friedensstrafe Ausdruck fand.“[35]
- eine päpstliche Regel, die vorschrieb, wann und wie von christlichen Rittern gekämpft werden durfte

#### Frieden zwischen den Religionen
Als Reaktion auf die Anschläge vom 11. September 2001 stellte der kritische katholische Theologe Hans Küng die folgenden vier Thesen auf:
„Kein Frieden unter den Nationen ohne Frieden unter den Religionen.
Kein Frieden unter den Religionen ohne Dialog zwischen den Religionen.
Kein Dialog zwischen den Religionen ohne globale ethische Maßstäbe.
Kein Überleben unseres Globus ohne ein globales Ethos, ein Weltethos.“

### Sozialer Frieden
Als sozialer Frieden werden heute überwiegend Verhältnisse bezeichnet, die verhindern, dass es in einem Staat zu einem „Aufstand der Unterschicht“ kommt, weil deren Angehörige mehrheitlich das Ausmaß der Verteilungsungerechtigkeit in dem betreffenden Staat für unerträglich halten. Die Wahrung des „sozialen Friedens“ ist eine Hauptaufgabe des Sozialstaats. Stefan Dietrich bezweifelt allerdings, dass eine dauerhafte „Alimentierung der Ausgemusterten“ durch den Sozialstaat dem sozialen Frieden diene.
Albrecht von Lucke versteht „sozialen Frieden“ als „soziale Integration, Zufriedenheit in der Bevölkerung mit der Demokratie […], durch Aufstiegsmöglichkeiten, mit der Möglichkeit, sich in der Gesellschaft zu betätigen, sowohl als sozialer wie als politischer Akteur.“

### Betriebsfrieden, Arbeitsfrieden
Die Abwesenheit von Arbeitskämpfen zwischen Sozialpartnern, insbesondere von Streiks und Aussperrungen, wird als Betriebsfrieden bzw. (vor allem in der Schweiz) als Arbeitsfrieden bezeichnet. Das Betriebsverfassungsgesetz stellt in Deutschland Regeln auf, nach denen sich die Rechtmäßigkeit von Arbeitskämpfen bemisst.
Zu den Verhaltensweisen, die als „Störungen des Betriebsfriedens“ gelten, sind auch die parteipolitische Betätigung von Beschäftigten oder Unternehmern im Betrieb, Mobbing und andere Formen sozial unerwünschten Verhaltens zu zählen.
Eine „Störung des Betriebsfriedens“ durch einen Arbeitnehmer führt als „verhaltensbedingter Kündigungsgrund“ regelmäßig zur Entlassung des Störers.

### Schulfrieden
Der Begriff Schulfrieden hat drei verschiedene Bedeutungen:
- Erstens bezeichnet er die Abwesenheit von Gewalt und andauernden gravierenden Konflikten in einer bestimmten Schule.
- Zweitens bezieht er sich auf einen Zustand in einem bestimmten Land, der dadurch gekennzeichnet ist, dass der lang andauernde bildungspolitische Streit über die angemessene Schulstruktur und angemessenen Unterricht in den Schulen beigelegt ist.
- Drittens ist dann von Schulfrieden die Rede, wenn die Beziehung zwischen dem Schulträger und den von Schule und Unterricht Betroffenen nicht gestört ist.

#### Frieden in einer bestimmten Schule
Das Bundesverwaltungsgericht definiert den Schulfrieden als Zustand der Konfliktfreiheit und -bewältigung, der einen ordnungsgemäßen Unterricht ermöglicht, damit der staatliche Bildungs- und Erziehungsauftrag verwirklicht werden kann.
Als Störungen des Schulfriedens werden (auch von Gerichten) bewertet:
- Störungen der konstruktiven Zusammenarbeit aller am Schulleben Beteiligten
- Gewaltanwendung und Mobbing[42]
- die Berufung darauf, Vorschriften der eigenen Religion im Rahmen der Religionsfreiheit in den Räumen der Schule während der Unterrichtszeit befolgen zu dürfen (z. B. in der Form, dass Lehrerinnen darauf bestehen, im Unterricht ein Kopftuch tragen zu dürfen, oder dass Schüler eigene Räumlichkeiten zur Verrichtung ritueller Gebete fordern).[43] Ein Einzelfall wurde vor dem Bundesverwaltungsgericht verhandelt[44] und am 30. November 2011 entschieden. Das Bundesverwaltungsgericht:[45]  Die Verrichtung von Gebeten in der Schule findet ihre Schranke in der Wahrung des Schulfriedens. Ein Schüler ist nicht berechtigt, während des Besuchs der Schule außerhalb der Unterrichtszeit ein Gebet zu verrichten, wenn dies konkret geeignet ist, den Schulfrieden zu stören. „Das Bundesverwaltungsgericht hat … für den konkreten Fall des Klägers entschieden, dass hier aufgrund der Verhältnisse an der von ihm besuchten Schule die Verrichtung des Gebets auf dem Schulflur eine bereits ohnehin bestehende Gefahr für den Schulfrieden erhöhen konnte. Damit ist ein Zustand der Konfliktfreiheit und -bewältigung gemeint, der im Interesse der Verwirklichung des staatlichen Bildungs- und Erziehungsauftrags den ordnungsgemäßen Unterrichtsablauf ermöglicht. Der Schulfrieden kann beeinträchtigt werden, wenn ein religiös motiviertes Verhalten eines Schülers religiöse Konflikte in der Schule hervorruft oder verschärft.“[46]
- In Bayern begründete 2008 ein Schulamt die Versetzung einer Lehrkraft damit, dass eine „nachweisliche und nachhaltige Störung des Schulfriedens“ vorliege, nachdem die Lehrerin an einer Grundschule einen „zu hohen Anteil“ der Schüler ihrer Klasse für den Besuch des Gymnasiums empfohlen hatte.[47][48]

#### Konsens zur Schulentwicklung im Staat
Ein Beispiel für einen Schulfrieden in der zweiten Bedeutung des Begriffs stellt der im Dezember 2008 beschlossene „Konsens zur Schulentwicklung“ in Bremen dar. Die SPD, die Grünen, die CDU und die FDP in Bremen einigten sich darauf, zehn Jahre lang keine Initiativen zu ergreifen, durch die die im Jahr 2008 beschlossenen Maßnahmen zur Schulstrukturreform wesentlich abgeändert werden sollen.
In Hamburg ist allerdings der Versuch der den schwarz-grünen Senat tragenden Parteien, einen Schulfrieden durch Einbezug der SPD und der Linken zu stiften, durch ein erfolgreiches Referendum gescheitert, in dem die Mehrheit der Abstimmenden gegen die Einführung einer sechsjährigen Grundschule in Hamburg stimmte. Ob Politiker einen Schulfrieden ohne Einbezug der betroffenen Bürger stiften können, ist daher strittig.
Bemühungen um einen Schulfrieden gibt es auch in Flächenländern.

#### Konsens zur Schulentwicklung in einer Gemeinde, einem Kreis oder einem Schulverband
Störungen des Schulfriedens können sich auch aus Beschlüssen der Schulträger einer oder mehrerer Schulen in einer Region ergeben. Auslöser von Konflikten ist oftmals der demografische Wandel in einem Gebiet, der mit abnehmenden Schülerzahlen verbunden ist, oder verändertes Verhalten der Eltern im Hinblick auf die Wahl weiterführender Schulen in solchen Ländern, in denen der Elternwille über den Übergang eines Kindes in eine Schule des Sekundarbereichs I ausschlaggebend ist. Dabei geht es einerseits um den Bestandsschutz für vorhandene Schulen, andererseits aber auch um Zusammenlegung von Schulen verschiedener Schulformen und die Gründung neuer Schulen. Probleme ergeben sich bei sinkenden Schülerzahlen auch dadurch, dass Schüler infolge von Schulschließungen oftmals weitere Schulwege zurücklegen müssen. Ein Beispiel für einen Konflikt, der durch den Schulträger ausgelöst wurde, ist der Streit um die Zuweisung von Schülern im Rheingau-Taunus-Kreis in Hessen.

### Hausfrieden, Frieden im Haus und häuslicher Frieden
Die Respektierung des Menschenrechts auf Unverletzlichkeit der Wohnung (in Deutschland geschützt durch Art. 13 GG) wird auch Hausfrieden genannt. Die Verletzung des Hausfriedens erfüllt den Straftatbestand des Hausfriedensbruchs (in Deutschland strafbar nach § 123 Strafgesetzbuch). Einen Hausfriedensbruch kann man nicht nur dadurch begehen, dass man in private Wohnungen oder Wohnhäuser unbefugt eindringt, sondern auch durch das unbefugte Betreten fremder Grundstücke und das Betreten öffentlich zugänglicher Einrichtungen trotz eines Hausverbots oder dadurch, dass man eine Einrichtung nicht verlässt, obwohl man dazu aufgefordert worden ist.
In einem übertragenen Wortsinn wird von einem „Hausfriedensbruch“ auch dann gesprochen, wenn Malware in einen Computer eindringt. Dieser Vorgang wird oft als „digitaler Hausfriedensbruch“ bezeichnet.
Eine weitere Bedeutung besitzt der Begriff Hausfrieden als Analogiebildung zum Betriebsfrieden: Es ist zulässig, dass der Vermieter einem Mieter in einem Mehrfamilien-Wohnhaus mit der Begründung dessen Wohnung kündigt, er störe durch sein Fehlverhalten den Frieden im Haus.
Mit häuslicher Frieden wird das gedeihliche Zusammenleben in einem Haushalt bezeichnet. Als solcher gilt unter Umständen auch eine Wohngemeinschaft. Straftaten, die durch Mitglieder des Haushalts begangen werden, in dem das Opfer der Straftat lebt, werden nicht durch besondere Strafrechtsvorschriften verfolgt. Seitdem in Deutschland auch die Vergewaltigung und die sexuelle Nötigung in der Ehe strafbar sind, sind im Prinzip alle Vorschriften des Strafgesetzbuches auch auf Fälle häuslicher Gewalt anwendbar. Eine Ausnahme bildet im deutschen Strafrecht § 247 Strafgesetzbuch (Haus- und Familiendiebstahl), dem zufolge um des „häuslichen Friedens“ willen der Diebstahl oder die Unterschlagung desjenigen, der mit dem Opfer in häuslicher Gemeinschaft lebt, nur auf Antrag verfolgt wird. Als „Hausfriedensbruch“ im Sinne einer Störung des häuslichen Friedens bewertete der „Spiegel“ 1982 die Hausaufgaben für Schüler, da sie eine ständige Quelle der Belästigung von Eltern (von denen erwartet werde, dass sie ihren Kindern helfen) und des häuslichen Unfriedens seien.

### Familienfrieden
Eng mit dem häuslichen Frieden, dem Frieden im Haushalt bzw. in der Wohn- und Lebensgemeinschaft, verwandt ist der Familienfrieden, der Frieden zwischen Eheleuten bzw. Lebensgefährten und zwischen Verwandten. Der Familienfrieden kann von innen, d. h. von Mitgliedern der betreffenden Familie, aber auch von außen gestört werden. Insbesondere eine Inanspruchnahme von Unterhaltspflichtigen durch Personen, die nicht ihrem Haushalt angehören, oder durch den Staat wird oftmals von Beklagten und deren Anwälten als „Störung des Familienfriedens“, d. h. hier konkret als finanzielle Untergrabung der aktuellen Lebensgemeinschaft bewertet.
Der Wunsch eines Sohnes oder einer Tochter, seine bzw. ihre Abstammung vom Ehemann der Mutter überprüfen zu lassen, gilt laut einem Urteil des Bundesverfassungsgerichts auch dann nicht mehr als unzulässige Störung des Familienfriedens, wenn die Ehe noch besteht. Allerdings stellte das Oberlandesgericht Nürnberg fest, dass es im Interesse des Familienfriedens geboten sein könne, nicht bereits einem kleinen Kind mitzuteilen, dass sein sozialer Vater nicht sein leiblicher Vater sei.
Im Interesse des Familienfriedens duldet der deutsche Staat in Form eines Verzichts auf Strafverfolgung die Züchtigung von Kindern durch deren Erziehungsberechtigte, obwohl § 1631 Abs. 2 BGB bestimmt: „Kinder haben ein Recht auf gewaltfreie Erziehung. Körperliche Bestrafungen, seelische Verletzungen und andere entwürdigende Maßnahmen sind unzulässig.“

### Frieden zwischen den Geschlechtern
Bereits 1250 führte Birger Jarl in Schweden ein Gesetz über den Frauenfrieden (schwedisch: kvinnofrid) ein, durch das Vergewaltigungen und Frauenraub schwer bestraft wurden.
Seit dem 1. September 1999 gibt es in Schweden den Straftatbestand des schweren Frauensfriedensbruchs. Die neue rechtliche Norm des Frauenfriedensbruchs wurde entsprechend den Begriffen des Haus- und Landfriedensbruchs gebildet. Sie wurde bei ihrer Einführung als erforderlich gesehen, um z. B. die Strafverfolgung von anhaltender häuslicher Gewalt zu erleichtern. Demzufolge umschreibt der Rechtsbegriff „grobe Verletzung der Integrität einer Frau“, kurz „Frauenfriedensbruch“, im schwedischen Strafrecht wiederholte Straftaten, die von Männern an Frauen begangen werden, zu denen sie eine enge Beziehung haben. Die einzelnen Taten würden, für sich allein genommen, möglicherweise nicht verfolgt, insgesamt dagegen wiegen sie schwer genug für eine Bestrafung.

### Weitere Dimensionen
- Burgfrieden

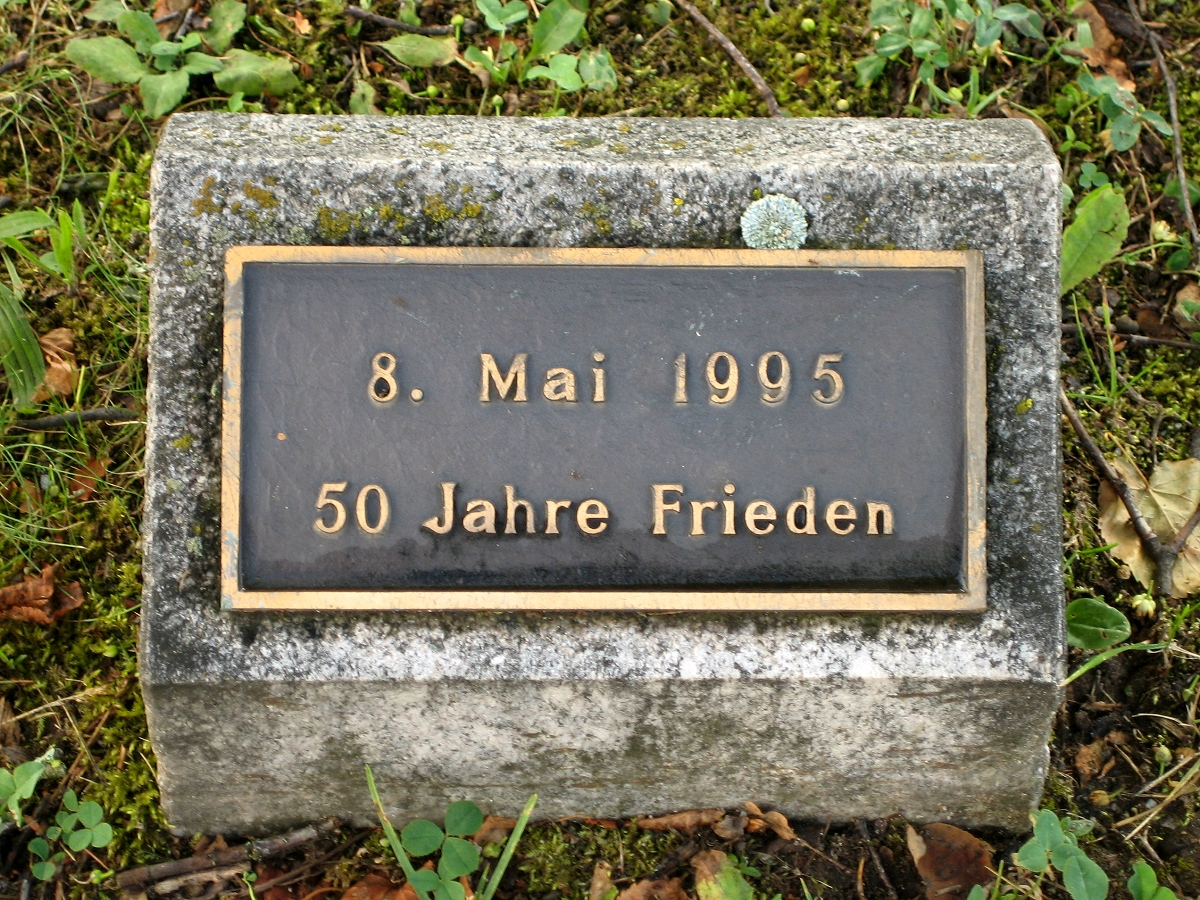
Gedenktafel in Bad Waldsee

- Weihnachtsfrieden (Erster Weltkrieg)
- Weihnachtsfrieden (Öffentlicher Dienst)
- Weihnachtsfrieden (Skandinavien)
- Öffentlicher Friede

## Symbole
- CND-Symbol

Regenbogenfahne

- Friedenstaube: Die Taube wird sehr häufig zur Darstellung des Friedens gebraucht. Meist trägt sie einen Olivenzweig in ihrem Schnabel
- Olivenzweig/-baum
- Regenbogenfahne mit Aufschrift PACE
- Friedensglocke als Mahnmal für den Frieden
- Friedenslicht

## Verschiedene Bewertungen von Streit und Konflikt
Hans Grothe plädierte 2008 in der Zeitschrift Eltern für eine Erziehung zur Friedfertigkeit: „Kinder müssen erleben bzw. vorgelebt bekommen, dass Konflikte auch ohne Zorn und ohne Gewalt bewältigt werden können […]. Dazu gehören Geduld und Selbstbeherrschung. Und wenn es erst einmal zur Routine geworden ist, Konflikte am Familientisch gemeinsam zu lösen, denkt bald keiner mehr an Streit und Wutausbrüche.“ In diesem Beitrag werden „Frieden“ und Affekte wie Zorn als unvereinbare Gegensätze empfunden.
Im Jahr 1922 wehrte sich der „revolutionäre Pazifist“ Kurt Hiller heftig gegen das Ziel, Menschen zur Friedfertigkeit zu erziehen. Er vertrat die Auffassung, ein Friedfertiger sei „ein friedlicher, sanftmütiger, durchaus nachgiebiger, toleranter Mensch […], ein niemals opponierendes, sich auflehnendes, aggressives, gar zornentbrantes, vielmehr vom Honig der Eintracht und von allen Salben bedingungsloser Menschenliebe triefendes Demutsgeschöpf“, gekennzeichnet durch „Lammesgesinnung“ und „Betschwestertugend“.
Auch im Kontext der Aktivitäten der deutschen Friedensbewegung wurde in den 1980er Jahren kritisiert, dass das Wortfeld „Frieden“ im Deutschen viele bedenkliche Konnotationen aufweise, die eher zur Resignation beitrügen als dazu, den Prozess der Stiftung von Frieden zu befördern.
Bereits Martin Luther habe bei der deutschen Übersetzung der Bibel in den Seligpreisungen der Bergpredigt nicht von Friedensstiftern, sondern von Friedfertigen gesprochen, einem Begriff, bei dem man laut Fritz Pasierbsky weniger an Kämpfer für den Frieden als an Menschen denke, die „in Frieden gelassen werden“ wollen, also an Konfliktscheue. Friedensstiftung setze aber (auch konfliktbehaftete) Tätigkeit und nicht Untätigkeit („Ruhe“) voraus. Es gehe nicht um Konfliktvermeidung, sondern um gewaltfreie Konfliktaustragung.

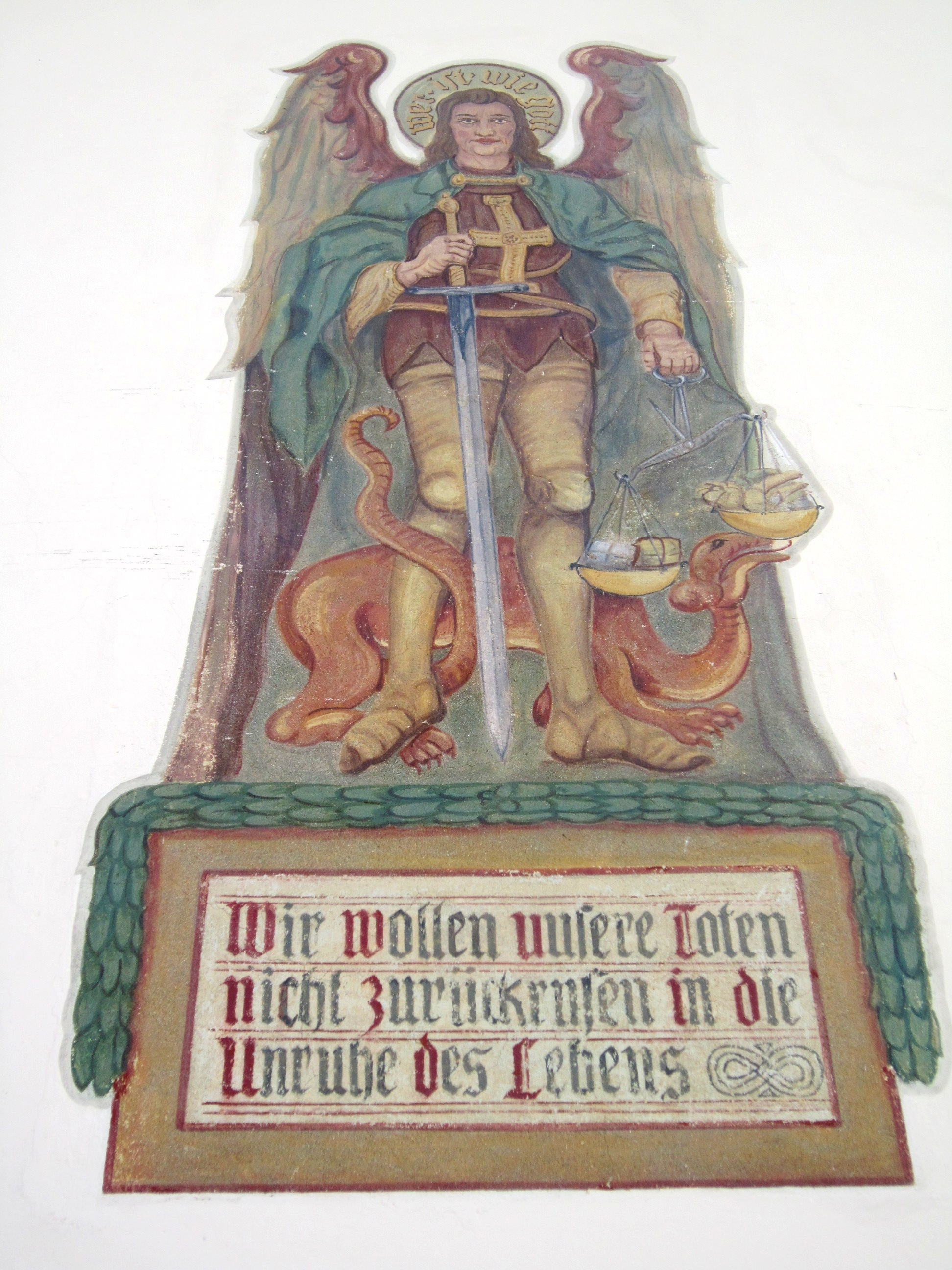
Sinnspruch an einer Hauswand in Sarnthein (Südtirol)

An der Vorstellung, Frieden sei ein Synonym für „Ruhe“, stört Kritiker vor allem die Nähe zur Ruhe des Friedhofs. Die Vorstellung liege nahe, dass der Mensch erst im Tode den Frieden finden könne, der ihm im Leben versagt geblieben sei. Die Formel: „Ruhe in Frieden!“ schaffe eine begriffliche Nähe von Frieden und „Tod“, während es in Wirklichkeit der Krieg sei, der den Tod bringe, und der Frieden, der ein Weiterleben ermögliche. Aufgabe der Friedensbewegung sei es, so Pasierbsky, die Konnotation zu beseitigen, wonach Frieden Konfliktvermeidung impliziere und nur das Prinzip „Krieg“ für „Leben“ stehe.
Die Ansicht, dass es kein Leben ohne Konflikte geben könne, wird durch Philosophen wie Georg Wilhelm Friedrich Hegel bestätigt. Ihm zufolge seien das Leben oder Veränderungen im Allgemeinen nur durch das Aushalten von Widersprüchen, durch widerstreitende Momente möglich:
„[…] Etwas ist also lebendig, nur insofern es den Widerspruch in sich enthält, und zwar diese Kraft ist, den Widerspruch in sich zu fassen und auszuhalten. Wenn aber ein Existierendes nicht in seiner positiven Bestimmung zugleich über seine negative überzugreifen vermag, so ist es nicht die lebendige Einheit selbst, nicht Grund, sondern geht in dem Widerspruch zugrunde.“
Zu den negativen Konnotationen des Begriffs „Friedfertigkeit“ ist anzumerken, dass der Wortbestandteil „Fertigkeit“ in dem Begriff auf das Begriffspaar Fähigkeiten und Fertigkeiten verweist. Beide Begriffe werden in der Kategorie Kompetenz vereinigt. Die Fertigkeit, den Frieden zu sichern bzw. einen Frieden herbeizuführen, ist im Allgemeinen keineswegs negativ konnotiert.

### Klassiker
- Jeremy Bentham: Grundsätze für Völkerrecht und Frieden, (1786/1789) übers. K. v. Raumer in: K. v. Raumer 1953, S. 379–417.
- Émeric Crucé, Der Neue Kineas oder Abhandlung über die Gelegenheiten und Mittel, einen allge meinen Frieden des Handels auf dem ganzen Erdkreise zu begründen, Übertragung von „Thomas Willing Balch, Le Nouveau Cynée de Émeric Crucé. Réimpression du texte original de 1623 avec introduction et traduction anglaise, Philadelphia 1909“ von Walther Neft in: K. v. Raumer 1953 S. 289–320.
- Johanna J. Danis: Krieg und durchkreuzter Frieden, Triangulierung der Gegensätze, Edition Psychosymbolik, München 1996, ISBN 3-925350-70-5.
- Erasmus von Rotterdam: Die Klage des Friedens, der bei allen Völkern verworfen und niedergeschlagen wurde (Querela Pacis undique gentium ejectae profligataeque), 1517, erste Herausgabe von Georg Spalatin, erste deutsche Ausgabe 1622.
- Sebastian Franck: Das Krieg Büchlin des frides. Ein krieg des frides, wider alle lermen, aufrur und unsinnigkait zu kriegen, mit gründlicher anzaigung, auß wichtigen eehafften ursachen, auß gründtlichen argumenten der Hailigen Schrifft, alten Leeren, Concilien, Decreten, der Hayden schrifft und vernunfft widerlegt, 1539 und 1. Nachdruck von Cyriacus Jacob zum Bock, Frankfurt am Main 1550.
- Friedrich Gentz: Über den ewigen Frieden, in: Historisches Journal, S. 709–790, 1800.
- I Ging – Das Buch der Wandlungen. Hier verwendete Ausgabe 1974, Eugen Diederichs Verlag Düsseldorf; Köln. ISBN 3-424-00061-2.
- Immanuel Kant: Zum ewigen Frieden. Ein philosophischer Entwurf. Verlag Friedrich Nicolovius, Königsberg 1795 und als vermehrte Auflage ebenda, Königsberg 1796.
- William Penn: Ein Essay zum gegenwärtigen und zukünftigen Frieden von Europa durch Schaffung eines europäischen Reichstags, Parlaments oder Staatenhauses, 1693 in: von Raumer 1953 S. 321–342.
- Jean-Jacques Rousseau: Auszug aus dem Plan des Ewigen Friedens des Herrn Abbé de Saint-Pierre (1756 bis 1761) übers. v. Gertrud von Raumer in: K. v. Raumer 1953, S. 343–368.
- Kurt von Raumer: Ewiger Friede. Friedensrufe und Friedenpläne seit der Renaissance. Karl Alber Verlag, Freiburg 1953.
- Carl Friedrich von Weizsäcker: Bedingungen des Friedens. Göttingen 1964

### Neuere Darstellungen
- Andrea Cagan: Frieden ist möglich. Prem Rawat – Sein Leben, sein Weg. Albatros, Wien 2007, ISBN 978-3-85219-031-0.
- Wolfgang Dietrich, Josefina Echavarría Alvarez, Norbert Koppensteiner (Hrsg.): Schlüsseltexte der Friedensforschung, Lit, Münster / Wien 2006, ISBN 3-8258-9731-1 (Lit, Münster) / ISBN 3-7000-0502-4 (Lit, Wien).
- Wolfgang Dietrich: Variationen über die vielen Frieden. Schriften des UNESCO Chair for Peace Studies der Universität Innsbruck.
  - Band 1: Deutungen. VS-Verlag, Wiesbaden 2008, ISBN 978-3-531-16253-9.
  - Band 2: Elicitive Konflikttransformation und die transrationale Wende der Friedenspolitik. VS-Verlag, Wiesbaden 2008, ISBN 978-3-531-18123-3.
- Johan Galtung u. a.: Neue Wege zum Frieden. Konflikte aus 45 Jahren: Diagnose, Prognose, Therapie. Bund für Soziale Verteidigung 2003, ISBN 3-00-011703-2.
- Hans-Werner Gensichen: Weltreligionen und Weltfrieden.  Göttingen 1985
- Peter Häberle: Die „Kultur des Friedens“ – Thema der universalen Verfassungslehre. Oder: Das Prinzip Frieden. Duncker & Humblot, Berlin 2017, ISBN 978-3-428-15325-1.
- Alfred Hirsch, Pascal Delhom (Hrsg.): Denkwege des Friedens. Aporien und Perspektiven.  Alber, Freiburg 2007, ISBN 978-3-495-48204-9.
- Alfred Hirsch, Pascal Delhom (Hrsg.): Friedensgesellschaften. Zwischen Verantwortung und Vertrauen. Alber, Freiburg 2015, ISBN 978-3-495-48678-8.
- Alfred Hirsch: Jean-Jacques Rousseaus Traum vom ewigen Frieden. Fink, München 2012, ISBN 978-3-7705-5234-4.
- Karlheinz Koppe: Der vergessene Frieden. Friedensvorstellungen von der Antike bis zur Gegenwart. Opladen 2001, ISBN 3-8100-3099-6.
- Norbert Koppensteiner: The Art of the Transpersonal Self. Transformation as Aesthetic and Energetic Practice. Atropos, New York/Dresden 2009.
- Arianna Arisi Rota: Frieden. Aus dem Italienischen übersetzt von Stephan Gregory.[73] Tentare, Freising 2024, ISBN 978-3-9824105-5-5.
- Samrat Schmiem Kumar: Bhakti – the yoga of love. Trans-rational approaches tp Peace Studies. (= Masters of Peace/1) Lit, Münster, Wien 2010
- Terry Nardin: The Ethics of War and Peace: Religious and Secular Perspectives. (The Ethikon Series in Comparative Ethics) Princeton University Press, Princeton 1996.
- Terry Nardin: The Philosophy of War and Peace. In: Routledge Encyclopedia of Philosophy. 9 (1998), S. 684–691.

### Nachschlagewerke
- Wolfgang Dietrich, Josefina Echavarría Alvarez, Gustavo Esteva, Daniela Ingruber, Norbert Koppensteiner (Hrsg.): The Palgrave International Handbook of Peace Studies. A Cultural Perspective. London, Palgrave MacMillan, 2011
- Nigel Young (Hrsg.): The Oxford International Encyclopedia of Peace. Oxford University Press, 2010